# Odorrana heatwolei
Odorrana heatwolei é uma espécie de anfíbio anuro da família Ranidae. Está presente no Laos. A UICN classificou-a como vulnerável.